# シャラダ・ラージャ・ラクシュミー・デビー
シャラダ・ラージャ・ラクシュミー・デビー（Sharada Rajya Lakshmi Devi, 1943年2月2日 - 2001年6月1日）は、ネパール王国の君主第9代君主マヘンドラ・ビール・ビクラム・シャハの次女。

## 生涯
1943年2月2日、ネパール王マヘンドラ・ビール・ビクラム・シャハの次女として、カトマンズのナラヤンヒティ宮殿で生まれた。
1965年5月29日、クマール・カドガ・ビクラム・シャハとカトマンズで結婚した。彼との間には3人の息子をもうけた。
2001年6月1日、甥のディペンドラにより、弟のビレンドラらとともにナラヤンヒティ宮殿で射殺された（ネパール王族殺害事件）。